# ينس هاو
ينس هاو (بالألمانية: Jens Howe)‏ هو مبارز بالسيف ألماني، ولد في 17 فبراير 1961 في أوشاتس في ألمانيا.

## وصلات خارجية
- ينس هاو على موقع أوليمبيديا (الإنجليزية)